# Buivolivți, Iarmolînți
Buivolivți (în ucraineană Буйволівці) este o comună în raionul Iarmolînți, regiunea Hmelnîțkîi, Ucraina, formată numai din satul de reședință.

## Demografie
Componența lingvistică a comunei Buivolivți
     Ucraineană (98,96%)
     Alte limbi (0,89%)
Conform recensământului din 2001, majoritatea populației comunei Buivolivți era vorbitoare de ucraineană (98,96%), existând în minoritate și vorbitori de alte limbi.